# Anaphes chrysomelae
Anaphes chrysomelae är en stekelart som först beskrevs av Bakkendorf 1960.  Anaphes chrysomelae ingår i släktet Anaphes och familjen dvärgsteklar. Inga underarter finns listade i Catalogue of Life.